# Nāḩiyat Iḩsim
Nāḩiyat Iḩsim (arabiska: ناحية احسم) är ett subdistrikt i Syrien.   Det ligger i provinsen Idlib, i den nordvästra delen av landet, 240 km norr om huvudstaden Damaskus.
Trakten runt Nāḩiyat Iḩsim består till största delen av jordbruksmark. Runt Nāḩiyat Iḩsim är det ganska tätbefolkat, med 179 invånare per kvadratkilometer.